# Niphogeton chirripoi
Niphogeton chirripoi là một loài thực vật có hoa trong họ Hoa tán. Loài này được (Suess.) Mathias & Constance mô tả khoa học đầu tiên năm 1962.